# Wapen van Cyprus
Het wapen van Cyprus (Grieks: Εθνόσημο της Κύπρου; Turks: Kıbrıs Cumhuriyeti arması) toont een schild met daarop een duif die een olijftak in zijn snavel heeft (een bekend vredessymbool). Onder in het door twee olijftakken omringde schild staat het jaartal 1960, het jaar waarin Cyprus onafhankelijk werd van het Verenigd Koninkrijk. De achtergrond van het schild is kopergeel; dit symboliseert de vele kopererts die in de Cypryotische bodem zit.
De koperen kleur en de olijftakken komen ook voor in de vlag van Cyprus.

## Cyprus als kroonkolonie
Het wapen van Cyprus onder Engelse heerschappij bestond uit twee rode aanziende gaande leeuwen met blauwe nagels op een groene achtergrond. Het wapen was gebaseerd op dat van Engeland, maar was nooit officieel verleend.